# ماريا أبيل
ماريا أبيل (بالإسبانية: María Abel Diéguez)‏ هي منافسة ألعاب القوى إسبانية، ولدت في 23 أكتوبر 1974 في لوغو في إسبانيا.

## وصلات خارجية
- ماريا أبيل على موقع الاتحاد الدولي لألعاب القوى (الإنجليزية)
- ماريا أبيل على موقع الاتحاد الأوروبي لألعاب القوى (الإنجليزية)
- ماريا أبيل على موقع اللجنة الأولمبية الدولية (الإنجليزية)
- ماريا أبيل على موقع أوليمبيديا (الإنجليزية)
- ماريا أبيل على موقع اللجنة الأولمبية الإسبانية (الإسبانية)